# Vitstrupig empid
Vitstrupig empid (Empidonax albigularis) är en fågel i familjen tyranner inom ordningen tättingar. Den är en kortflyttare som både häckar och övervintrar i Centralamerika.

## Utseende och läte
Vitstrupig empid är en medelstor empid med färglöst olivbrun fjäderdräkt men vitt på strupen, som gett arten dess namn. På vingarna syns ljusa, beigefärgade vingband och tertialkanter. Lätet är unikt raspigt och nasalt.

## Utbredning och systematik
Vitstrupig empid förekommer i höglänta områden i Centralamerika och delas in i tre underarter med följande utbredning:
- Empidonax albigularis timidus – nordvästra Mexiko, häckande från sydvästra Chihuahua till Morelos; norra populationer från Chihuahua till norra Nayarit är flyttfåglar som övervintrar i lägre områden söderut till Oaxaca, medan den sydliga är stannfågel från Nayarit till Morelos
- Empidonax albigularis albigularis – östra (södra Tamaulipas till centrala Veracruz) och södra Mexiko (östra Guerrero och norra Oaxaca samt Chiapas), Guatemala, El Salvador och Honduras; åtminstone vissa populationer övervintrar på lägre nivåer, medan nordliga eventuellt flyttar söderut
- Empidonax albigularis australis – Nicaragua till västra Panama (Chiriquí)

## Levnadssätt
Vitstrupig empid häckar i bergstrakter i öppna eller halvöppna områden med häckar och buskare, i öppen tallskog eller i fuktiga ängar och nära rinnande vattendrag. Vintertid hittas den i våtmarker och andra miljöer med säv, vass och buskar.

## Status
Arten har ett stort utbredningsområde och beståndet anses stabilt. Internationella naturvårdsunionen IUCN listar den därför som livskraftig (LC). Beståndet uppskattas till i storleksordningen 50 000 till en halv miljon vuxna individer.